# Pseudophilautus zorro
Espèce
Synonymes
- Philautus zorro Manamendra-Arachchi & Pethiyagoda, 2005

Statut de conservation UICN

 EN B1ab(iii)+2ab(iii) : En danger
Pseudophilautus zorro est une espèce d'amphibiens de la famille des Rhacophoridae.

## Répartition
Cette espèce est endémique du centre du Sri Lanka. Elle se rencontre entre 500 et 800 m d'altitude dans la région de Kandy.

## Description
Pseudophilautus zorro mesure de 22 à 24 mm pour les mâles et environ 30 mm pour les femelles. Son dos est brun gris avec des taches noires. Ses flancs sont gris clair dans leur partie supérieure et gris tacheté de noir dans leur partie inférieure. Son ventre est blanc avec une pigmentation noire.

## Étymologie
Son nom d'espèce, zorro, lui a été donné en référence à la bande sombre au niveau de ses yeux qui rappelle le masque de Zorro, le personnage créé en 1919 par Johnston McCulley.

## Publication originale
- Manamendra-Arachchi & Pethiyagoda, 2005 : The Sri Lankan shrub-frogs of the genus Philautus Gistel, 1848 (Ranidae: Rhacophorinae), with description of 27 new species. The Raffles Bulletin of Zoology, Supplement Series, no 12, p. 163-303 (texte intégral).